# Yaoundé I

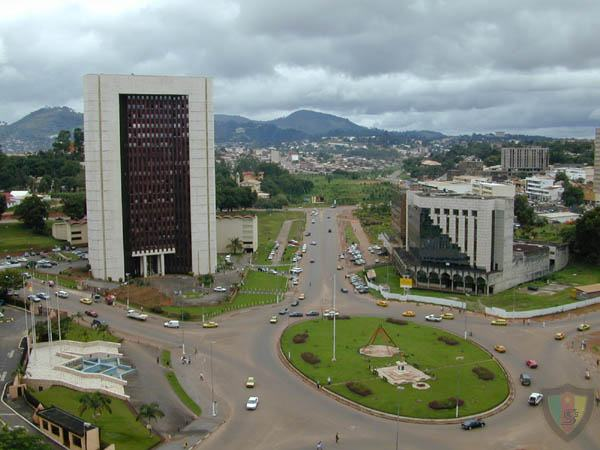
Yaoundé I.

Yaoundé I (Yaoundé 1er) ist eine Commune d’arrondissement (Bezirksgemeinde) der Communauté Urbaine de Yaoundé, der Hauptstadt von Kamerun, Yaoundé. Die Kommune liegt im Département du Mfoundi in der Region Centre von Kamerun. Verwaltungszentrum ist Nlongkak 1.

## Geographie
Die Kommune erstreckt sich im Zentrum und einem nördlichen Teil der Stadt, östlich von Yaoundé II und westlich von Yaoundé V. Die Kommune wird in ihrem südlichen Teil vom Fluss Djoungolo entwässert. Im Norden erstreckt sich die Gemeinde über den Berg Nkolondom und den Berg Yéyé, weiter zum Zentrum auf den Berg Ndindan (876 m).
| Okola      | Soa                                         | Soa       |
| Yaoundé II | Kompassrose, die auf Nachbargemeinden zeigt | Yaoundé V |
|            | Yaoundé III                                 |           |

## Geschichte
Das Arrondissement Yaoundé I wurde 1974 gegründet. 1987 wurde daraus die Commune d’arrondissement.

## Verwaltung
Die Kommune wird seit 1987 durch einen Bürgermeister (Maire) geführt.
- Gabriel Mballa Boundoung, 1987–1996
- Emile Andze Andze (Rassemblement Démocratique du Peuple Camerounais, RDPC), 1996–2020
- Jean-Marie Abouna (RDPC), 2020–2025

## Ortsteile

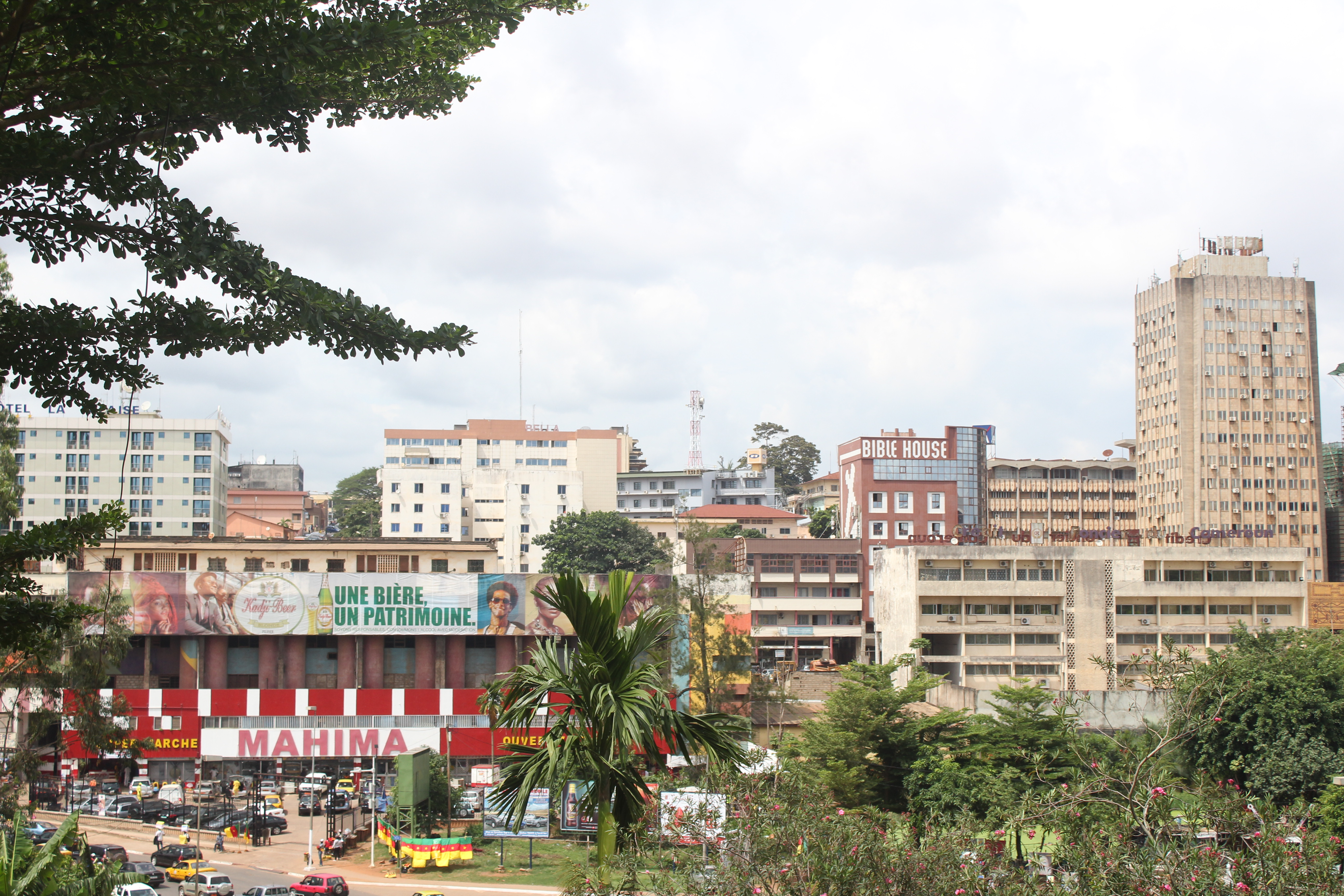
Carrefour Warda

Die Kommune ist aufgeteilt in zahlreiche Teilorte (Quartiers):
| - Bastos - Centre commercial - Elig-Edzoa - Djoungolo X, Djoungololo I, Djoungolo XI - Djoungolo II - Djoungolo XII - Djoungolo III - Ekombitié - Djoungolo IV - Emana - Djoungolo V - Djoungolo VI - Djoungolo VII - Djoungolo VIII | - Etoa-Meki - Djoungolo IX - Mballa I, Mballa II, Mballa III, Mballa IV, Mballa V - Mballa VI, Mballa VII, Mfandena I, Mfandena II, Ngoulemakong, Ngousso, Njon-essi, Nkolmesseng - Messassi - Nkolondom I, Nkolondom II, Nkolodom III, - Nlongkak I (préfecture), Nlongkak II - Nyom I, Nyom II (Nylon) - Okolo - Olembe I, Olembe II - Tongolo - Manguier |

## Häuptlingstum
Der Bezirk Yaoundé I verfügt über ein traditionelles Häuptlingstum 2. Grades (chefferie traditionnelle de 2e degré), welches vom Ministerium für Territoriale Verwaltung und Dezentralisierung (ministère de l’administration du territoire et de la décentralisation) anerkannt ist.:
- 98: Chefferie Emana-Etoudi

## Sehenswürdigkeiten

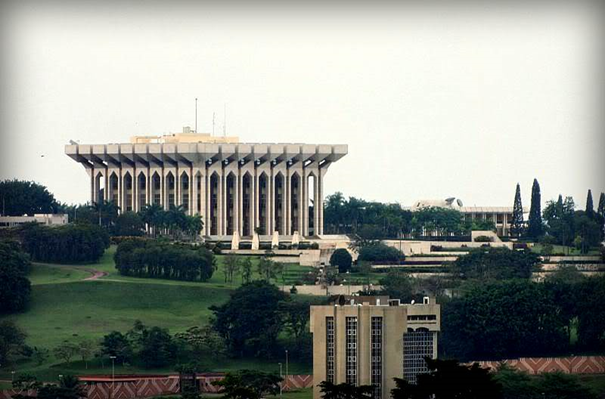
Palais de l’Unité (Präsidentenpalast)

Im Gebiet der Kommune liegen zahlreiche große Gebäude und Sehenswürdigkeiten:
- Palais de l’Unité (Präsidentenpalast, Palais présidentiel)
- Banque des États de l’Afrique centrale
- Palais des congrès de Yaoundé
- Forêt urbaine n° 3
- Ambassade de Belgique (Botschaft Belgiens)
- Ambassade de Chine (Botschaft Chinas)
- Kathedrale Unserer Lieben Frau vom Siege (Cathédrale Notre-Dame-des-Victoires de Yaoundé), Sitz der Erzdiözese Yaoundé, erbaut 1952
- Hôpital Jamot

- Marché Mfoundi, Marché central
- Stade d'Olembé

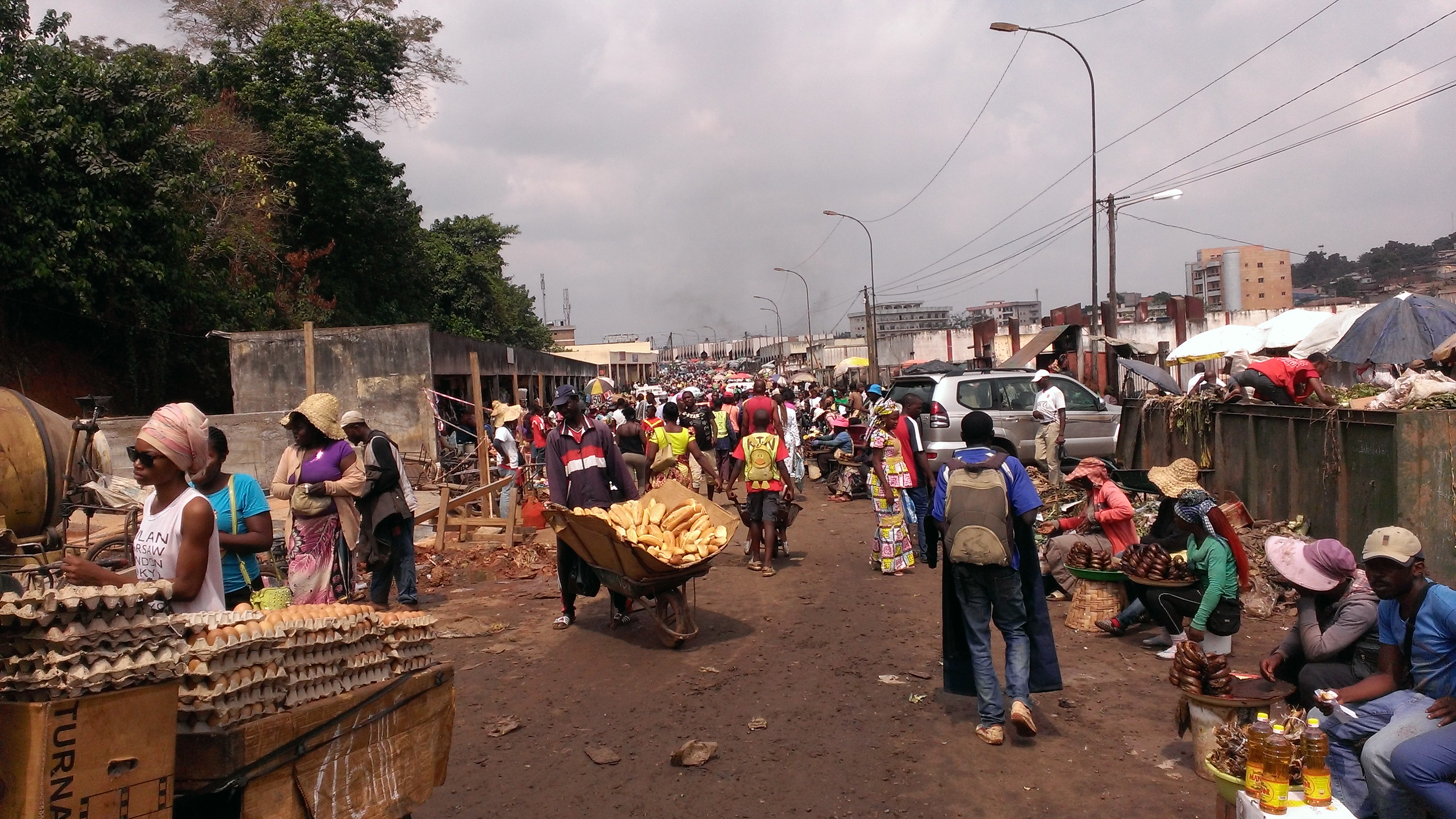
Marché Mfoundi

- Institut français du Cameroun, quartier du Centre commercial

## Verkehr
Die Hauptverkehrsachsen gehen von Norden (Stadtausfahrt in Richtung Mballa) nach Süden (Stadtausfahrt in Richtung Douala) und nach Osten in Richtung Ayos bzw. Mbalmayo. Konvois von staatlichen Würdenträgern und insbesondere dem Staatspräsidenten können den Verkehr auf der Hauptachse (Axe présidentielle) zwischen dem Flughafen und dem Präsidentenpalast (Présidence) völlig zum Erliegen bringen.
Ein wichtiger Verkehrsknotenpunkt ist der Gare de Yaoundé (Gare voyageur de Yaoundé).